# Marian Băban
Marian Băban (Turnu Măgurele, 8 de enero de 1976) es un deportista rumano que compitió en piragüismo en la modalidad de aguas tranquilas. Ganó tres medallas en el Campeonato Mundial de Piragüismo en los años 2001 y 2003, y cuatro medallas en el Campeonato Europeo de Piragüismo entre los años 2001 y 2006.
Participó en dos Juegos Olímpicos de Verano en los años 2000 y 2004, su mejor actuación fue un séptimo puesto logrado en Atenas 2004 en la prueba de K4 1000 m.

## Palmarés internacional
| Campeonato Mundial | Campeonato Mundial           | Campeonato Mundial | Campeonato Mundial |
| Año                | Lugar                        | Medalla            | Evento             |
| ------------------ | ---------------------------- | ------------------ | ------------------ |
| 2001               | Poznań (Polonia)             | Medalla de plata   | K4 500 m           |
| 2003               | Gainesville (Estados Unidos) | Medalla de plata   | K4 200 m           |
| 2003               | Gainesville (Estados Unidos) | Medalla de plata   | K4 500 m           |
| Campeonato Europeo |                              |                    |                    |
| Año                | Lugar                        | Medalla            | Evento             |
| 2001               | Milán (Italia)               | Medalla de bronce  | K4 200 m           |
| 2005               | Poznań (Polonia)             | Medalla de bronce  | K4 500 m           |
| 2005               | Poznań (Polonia)             | Medalla de plata   | K4 1000 m          |
| 2006               | Račice (República Checa)     | Medalla de plata   | K4 500 m           |